# Ganglion (Nervensystem)
Ein Ganglion (Plural Ganglien) ist eine Anhäufung von Nervenzellkörpern im peripheren Nervensystem. Ganglien werden auch als Nervenknoten bezeichnet, da sie bei der Präparation als knotige Verdickungen auffallen. Ganglien sind bei allen höheren komplexen Tieren zu finden. Bei den Ringelwürmern und Gliederfüßern besteht das Strickleiternervensystem aus differenzierten größeren Ganglien.
Wirkstoffe, die die Erregung der Ganglien beeinflussen, werden als Ganglienblocker oder Ganglioplegika zusammengefasst.

## Ganglien der Säugetiere

### Einteilung der Ganglien
Nach der Art der das Ganglion bildenden Nervenzellen (Neurone) lassen Ganglien sich weiter unterteilen.
Sensible Ganglien enthalten die Nervenzellkörper (Soma) sensibler Neurone. Sensible Ganglien besitzen alle Rückenmarksnerven in Form der Spinalganglien. Sie enthalten pseudounipolare Nervenzellen und sind von einer Bindegewebskapsel umgeben, von der Trabekel in das Innere ziehen und im Inneren ein Stützgerüst, das Stroma, bilden. Auch die Hirnnerven III und VII bis X besitzen solche Ganglien, der VIII. Hirnnerv besitzt aber, im Gegensatz zu den übrigen, bipolare Ganglienzellen.
Autonome (Vegetative) Ganglien sind im Autonomen Nervensystem zu finden. Sie besitzen ebenfalls eine Bindegewebskapsel, mit Ausnahme der Ganglien in der Wand des Darms (intramurale Ganglien). Autonome Ganglien enthalten multipolare Nervenzellen. Im Gegensatz zu den sensiblen Ganglien erfolgt in den autonomen Ganglien eine Umschaltung auf eine zweite (postganglionäre) Nervenzelle über Synapsen.

### Liste der Säugetierganglien
Folgende Ganglien kommen im Säugetierorganismus vor:
- Ganglion coeliacum, das Bauchhöhlenganglion
- Ganglion cervicale medium, mittleres Halsganglion
- Ganglion cervicale superius (bei Tieren: Ganglion cervicale craniale), oberes Halsganglion
- Ganglion ciliare, Ziliarganglion
- Ganglion Gasseri (Ganglion trigeminale; Ganglion semilunare), ein Ganglion des fünften Hirnnerven, des Nervus trigeminus
- Ganglion geniculi im Felsenbein
- Ganglion inferius (Ganglion distale), unteres Ganglion
- Ganglion mesentericum superius (bei Tieren: Ganglion mesentericum craniale) in der oberen (bei Tieren: vorderen) Bauchhöhle
- Ganglion mesentericum inferius (bei Tieren: Ganglion mesentericum caudale) in der unteren (bei Tieren: hinteren) Bauchhöhle
- Ganglion oticum an der Schädelbasis
- Ganglion paravertebrale, Grenzstrangganglion
- Ganglion praevertebrale
- Ganglion submandibulare in der Unterkiefergegend
- Ganglion pterygopalatinum, Flügelgaumenganglion
- Ganglion spinale, Dorsalganglion oder Hinterwurzelganglion
- Ganglion spirale (Ganglion Corti) in einem Hohlraum im Zentrum der Schneckenwindungen
- Ganglion superius (Ganglion proximale), oberes Ganglion
- Ganglion stellatum (Ganglion cervicothoracicum) seitlich am ersten Brustwirbel
- Ganglion vestibulare (Ganglion Gasteri) am Boden des inneren Gehörgangs

## Ganglien der Gliederfüßer und niederer Tiere
Besonders auffällige Ganglien kommen am Vorderende des Strickleiternervensystems der Gliederfüßer und Ringelwürmer vor. Nach ihrer Lage ober- und unterhalb des Schlundes bezeichnet man sie als Ober- und Unterschlundganglien.

## Ganglienblocker
Ganglienblocker werden auch Ganglioplegika genannt und hemmen die Erregungsübertragung an autonomen (sympathischen und parasympathischen) Ganglien. Dies sind Substanzen mit einer oder zwei positiv geladenen Gruppen an einem Stickstoffatom. Sie binden entweder kompetitiv an den Nikotinrezeptor und unterdrücken damit die Bindung von Acetylcholin oder nichtkompetitiv an den unspezifischen Kationenkanal des Nikotinrezeptors.

## Abgrenzung zu Basalganglien
Trotz ihres Suffixes sind Basalganglien nicht den Ganglien zuzuordnen, da sie sich unterhalb der Großhirnrinde und somit im zentralen Nervensystem (ZNS) befinden. Zur Abgrenzung werden Nervenzellkörperakkumulationen im ZNS als  Kerne (Nuklei) bezeichnet, der lateinische Name Nuclei basales ist hier eindeutiger als die deutsche Entsprechung.